# Administrateur de société
Un administrateur de société est une personne qui régit les affaires d’une société (en général, dans le cadre des sociétés anonymes). La fonction d’administrateur de société est très souvent collégiale et partagée par l'ensemble des membres du conseil d'administration de la société.

## Pouvoirs
Les pouvoirs conférés à l’administrateur sont d'origines diverses :
- Les pouvoirs prévus par la loi ;
- Les pouvoirs définis dans les statuts de la société administrée ;
- Les pouvoirs intrinsèques à la société administrée.

## Fonctions
Un administrateur de société peut assurer plusieurs fonctions au sein du conseil de cette société, en particulier : 
- Le management stratégique de la société ;
- L'analyse des risques encourus par la société et leur maîtrise ;
- Le contrôle de la direction opérationnelle de la société ;
- L’information des autres membres du conseil d'administration de la société.